# زيليونايا روشتشا (تاتارستان)
زيليونايا روشتشا (بالروسية: Зелёная Роща) هي مدينة في جمهورية تتارستان في روسيا.
يبلغ عدد سكانها حوالي 818 نسمة.